# アニタ・ヴォダルチク
アニタ・ヴォダルチク（Anita Włodarczyk、より原語に近い表記はアニタ・ヴウォダルチク、ポーランド語発音: [aˈɲit̪a vwɔˈd̪art͡ʃɨk]、姓はボーダルチクとも、1985年8月8日‐）は、ポーランドの陸上競技選手で、女子ハンマー投の世界記録保持者である。ロンドンオリンピック、リオデジャネイロオリンピック、東京オリンピック女子ハンマー投げ金メダリスト。
2009年、カミラ・スコリモフスカが保持していた当時のポーランド記録（76m83）を破るなど、次々と自己ベストを更新。好調のまま迎えた世界選手権女子ハンマー投の決勝2投目で、タチアナ・ルイセンコ（ロシア）が保持していた当時の世界記録（77m80）を破る77m96の世界新記録を樹立した。2投目直後に観客席に向かう途中で足を捻挫し、その後の3投をパス。前回大会優勝者で、地元のベティ・ハイドラー（ドイツ）が最終投擲で77m12の好記録を出したが、優勝した。

## 主な成績
| 年   | 大会                           | 場所                       | 種目       | 結果 | 記録  | 備考       |
| ---- | ------------------------------ | -------------------------- | ---------- | ---- | ----- | ---------- |
| 2008 | オリンピック                   | 北京(中国)                 | ハンマー投 | 4位  | 71m56 |            |
| 2008 | ワールドアスレチックファイナル | シュトゥットガルト(ドイツ) | ハンマー投 | 3位  | 70m97 |            |
| 2009 | 世界選手権                     | ベルリン(ドイツ)           | ハンマー投 | 1位  | 77m96 | 世界新記録 |
| 2010 | ヨーロッパ選手権               | バルセロナ(スペイン)       | ハンマー投 | 3位  | 73m56 |            |
| 2011 | 世界選手権                     | 大邱(韓国)                 | ハンマー投 | 5位  | 73m56 |            |
| 2012 | ヨーロッパ選手権               | ヘルシンキ(フィンランド)   | ハンマー投 | 1位  | 74m29 |            |
| 2012 | オリンピック                   | ロンドン(イギリス)         | ハンマー投 | 1位  | 77m60 |            |
| 2013 | 世界選手権                     | モスクワ(ロシア)           | ハンマー投 | 1位  | 78m46 |            |
| 2014 | ヨーロッパ選手権               | チューリヒ(スイス)         | ハンマー投 | 1位  | 78m76 | 大会新記録 |
| 2014 | IAAFコンチネンタルカップ       | マラケシュ(モロッコ)       | ハンマー投 | 1位  | 75m21 |            |
| 2015 | 世界選手権                     | 北京(中国)                 | ハンマー投 | 1位  | 80m85 | 大会新記録 |
| 2016 | ヨーロッパ選手権               | アムステルダム(オランダ)   | ハンマー投 | 1位  | 78m14 |            |
| 2016 | オリンピック                   | リオデジャネイロ(ブラジル) | ハンマー投 | 1位  | 82m29 | 世界新記録 |
| 2017 | 世界選手権                     | ロンドン(イギリス)         | ハンマー投 | 1位  | 77m90 |            |
| 2018 | ヨーロッパ選手権               | ベルリン(ドイツ)           | ハンマー投 | 1位  | 78m94 |            |
| 2018 | IAAFコンチネンタルカップ       | オストラヴァ(チェコ)       | ハンマー投 | 2位  | 73m45 |            |

## 記録
| 種目       | 記録  | 場所                   | 日付          | 備考     |
| ---------- | ----- | ---------------------- | ------------- | -------- |
| ハンマー投 | 82m98 | ワルシャワ(ポーランド) | 2016年8月28日 | 世界記録 |
| 円盤投     | 52m26 | ポズナン(ポーランド)   | 2008年8月21日 |          |